# شواغير الفوقا
شواغير الفوقا هي إحدى القرى اللبنانية من قرى قضاء الهرمل في محافظة بعلبك الهرمل.